# Jonghi
La Jonghi è un'azienda italo-francese che ha prodotto motocicli dal 1930 al 1957.
Nata a Milano dalle ceneri della "Nagas & Ray", fu trasferita in Francia assumendo il marchio "Constructions Mécaniques Jonghi" e, in seguito, "Prester-Jonghi" e "Motos Jonghi".

## La storia

La Nagas & Ray - Jonghi 350 cm³ a valvole in testa del 1930

Tutto ebbe inizio dalla crisi in cui, nel 1929, era sprofondata la Nagas & Ray. Il direttore tecnico Giuseppe Remondini tentò di salvare la ditta cercando nuovi finanziatori che potessero anticipare i capitali occorrenti a produrre i nuovi modelli progettati.
Raccolse l'appello l'industriale argentino Tito Jonghi, figlio di emigranti italiani provenienti dalla Val d'Ossola, che impose il proprio cognome come nuova ragione sociale e, successivamente, decise il trasferimento in Francia dell'azienda.
Nel 1932 a Choisy-le-Roi, un sobborgo industriale alle porte di Parigi, iniziò la produzione francese delle "Jonghi", macchine dalle caratteristiche molto sportiveggianti, sulle cui prestazioni l'azienda si giocava il tutto per tutto. Una Jonghi 350-TJ4 (Tito Jonghi 4T) a valvole in testa, derivata dal precedente modello "Nagas & Ray", si presentò al Gran Premio d'Europa di Roma del 1932, condotta da Louis Jeannin. Sotto lo sguardo sbalordito di tifosi e gerarchi, la Jonghi trionfò nella classe 350, alla media di 134 km/h, con tre minuti di vantaggio sulla seconda moto classificata. La medesima accoppiata aveva conquistato, poche settimane prima, il Bol d'Or. Nel 1933 la Jonghi conquista il primato mondiale di velocità sulla distanza delle 24 ore, per la classe 350, facendo segnare la velocità media 116,784 km/h; un record destinato a resistere per oltre un trentennio.

Jeannin vittorioso al G.P. di Roma del 1932

In quegli anni, veniva anche prodotta una più economica versione "350-TJ4" a valvole laterali. Nonostante gli sforzi produttivi ed i successi sportivi, le vendite non furono sufficienti a coprire i notevoli costi di avviamento e l'impresa arrivò a dichiarare il fallimento nel maggio del 1933.
L'azienda fu rilevata dai fratelli Eichel (già proprietari della "Prester") e la produzione riavviata sotto il marchio "Prester-Jonghi".
Le diffusione delle motociclette era ostacolata dal prezzo superiore alla media delle concorrenti, ma molti proprietari delle "Prester-Jonghi 350 Culbuteurs" prodotte, si cimentavano in competizioni sportive, mietendo numerosi successi e contribuendo notevolmente alla diffusione di un'immagine sportiva vincente.
Nel 1936 una Prester-Jonghi 350 bialbero, appositamente progettata da Remondini e pilotata da Georges Monneret, stabilì il record mondiale di velocità sull'ora (170,840 km/h) che si aggiunse ai record conquistati l'anno precedente nella categoria sidecar.
Ancora una volta, la gloria non bastò ad appianare i bilanci ed i fratelli Eichel decisero di dare il via alla produzione di un motore ausiliario per biciclette, sempre progettato da Remondini, che ottenne un notevole successo, anche fuori dai confini francesi.

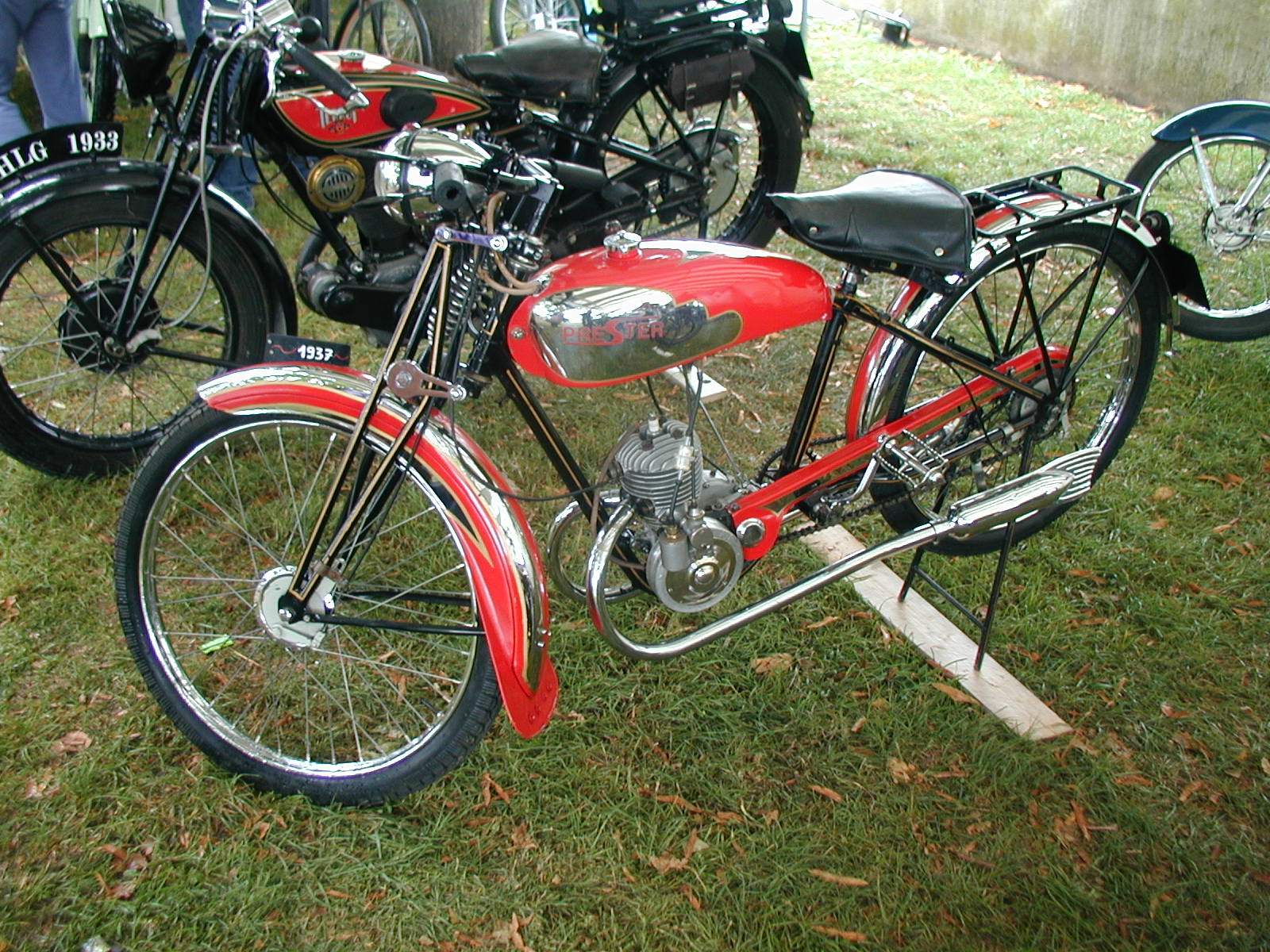
Prester-Jonghi T100 del 1937

Nel 1937 iniziò la produzione di una motoleggera con motore da 100 cm³ a 2 tempi, di tipo economico. Il pubblico si dimostrò diffidente verso un veicolo di così piccola cilindrata e, per fugare i dubbi circa la sua robustezza, nel 1938 venne compiuta la traversata del deserto sahariano. La dimostrazione si trasformò in un immediato successo commerciale.
Sembrava che la Prester-Jonghi potesse finalmente navigare in acque tranquille, ma il secondo conflitto mondiale scombinò ancora le carte. Durante l'occupazione nazista della Francia, i fratelli Eichel vengono deportati nei campi di sterminio e, come altri milioni di ebrei, non fecero più ritorno in patria.
Nel 1944, la Prester-Jonghi fu rilevata dalla SATAM, un'azienda specializzata nella refrigerazione e distribuzione dei carburanti che assicurò la continuità tecnica, lasciando Remondini alla direzione. La fabbrica fu trasferita in stabilimenti più ampi a La Courneuve, cambiando il marchio in "Motos Jonghi".
La produzione "Motos Jonghi" iniziò nel 1945, riproponendo la motoleggera con propulsore di 100 cm³ che, l'anno successivo, fu portato a 125 cc; un modello che venne prodotto in oltre 12.000 esemplari.
Vista la tranquillità economica, Remondini poté dedicarsi alla sua vera passione: i motori a 4 tempi sportivi. La guerra era ormai un ricordo, l'economia europea fioriva ed i tempi erano maturi per proporre una moto dall'alto contenuto tecnologico. Al salone di Parigi del 1948 fu presentata la "Jonghi 125 ACT" (sigla di Arbre à Cames en Tête, albero a camme in testa) che stupì per la sua modernità. Mossa da un propulsore 4T quadro di 125 cm³, sviluppante una potenza di 8 cv, è in grado di raggiungere i 100 km/h.
Nel 1951 fu presentata la "250 H", un modello utilitario con motore 2T e potenza modesta in rapporto alla cilindrata, seguita nel 1953 dal modello "Polo 125", uno scooter a ruote alte manifestamente "ispirato" alla "Moto Guzzi Galletto". Fu l'ultima proposta della Jonghi.
In anticipo rispetto all'Italia, gli anni cinquanta segnarono il declino del mercato motociclistico francese. La commercializzazione di una vettura economica come la Citroën 2CV, aveva modificato completamente gli equilibri di mercato: basti pensare che, messa in vendita nel 1948 con un ritmo produttivo di 100 vetture al mese, già nel 1950 la "2CV" aveva raggiunto le 400 unità giornaliere. Di anno in anno le vendite di automobili utilitarie aumentavano in maniera esponenziale, proporzionalmente al desiderio popolare di muoversi su quattro ruote, piuttosto che su due.
Fu una crisi rapida e devastante che i costruttori francesi non si attendevano e dalla quale i concorrenti europei non seppero trarre monito. In pochissimi anni, decine di case motociclistiche d'oltralpe furono costrette a ridurre drasticamente la produzione o chiudere i battenti. Tra queste ultime, nel 1957, la Jonghi.
Giuseppe Remondini morì nel 1959 ed il figlio Arrigo fu "arruolato" dalla Matra ed inserito nell'équipe che diede vita al celebre V12 di Formula 1.

## L'attività sportiva

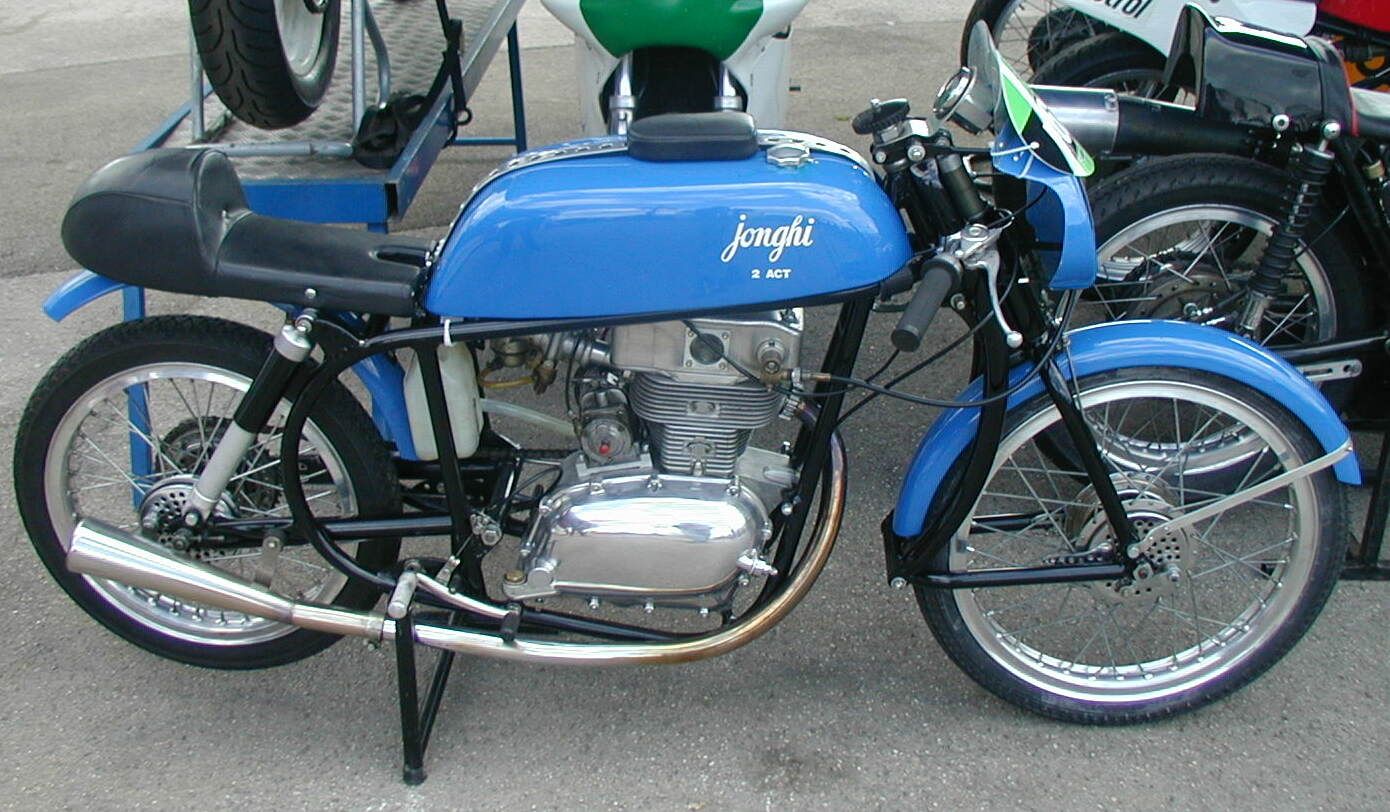
Jonghi 125 2ACT competizione del 1955

Particolarmente intensa e sentita era l'attività sportiva della Jonghi, alla quale Remondini destinava buona parte della sua inventiva, creando motori appositamente studiati per le competizioni. A quei tempi, come ancor oggi, le gare erano un importante veicolo promozionale e, per Remondini, un importante sistema di sperimentazione.
Sia con piloti privati che ufficiali, la Jonghi ha partecipato a numerosissime competizione singole, campionati e tentativi di record. Piloti come Jeannin, Monneret, Dagan, Perrin e Michel, nel decennio precedente il secondo conflitto mondiale, hanno conquistato una notevole serie di vittorie, costituendo un palmarès impressionante per un'azienda di così modeste dimensioni.
Numerosi furono anche i successi della Jonghi nella conquista dei record di velocità; un tipo di "competizione a distanza" tra case costruttrici, al tempo molto seguita dal pubblico europeo. Molti di questi record sono stati conquistati da Arrigo, figlio di Giuseppe Remondini, meccanico, collaudatore e pilota di notevoli qualità.
Principali record mondiali di velocità conquistati dalla Jonghi
- Sul km lanciato classe 250 cm³ a 160 km/h nel 1934
- Sul km lanciato classe 350 cm³ a 170,840 km/h nel 1936 Pilota Georges Monneret
- Sui 50 km classe 125 cm³ a 122,724 km/h nel 1948 Pilota Arrigo Remondini
- Sulle 50 miglia classe 125 cm³ a 123,146 km/h nel 1948 Pilota Arrigo Remondini
- Sui 5 e 10 km classe 125 cm³ a 124,280 km/h nel 1948 Pilota Arrigo Remondini
- Sulle 5 e 10 miglia classe 125 cm³ a 120,984 km/h nel 1948 Pilota Arrigo Remondini
- Sui 100 km classe 125 cm³ a 122,897 km/h nel 1948 Pilota Arrigo Remondini

## Curiosità
- Nel settembre 1943, con lucida previsione del secondo dopoguerra, la torinese SIATA (Società Italiana Applicazioni Tecniche Auto-Aviatorie) decise di progettare un motore ausiliario da fornire ai costruttori di biciclette. I vertici aziendali scelsero di realizzare un propulsore "tipo Remondini", al tempo considerato il migliore esempio di motore ausiliario. In un incontro clandestino (la guerra era ancora in corso) Remondini consegnò alla SIATA i disegni del suo motore, sui quali lavorare. Riprogettato secondo tecnica molto diversa e messo in vendita il 26 luglio 1945 con la denominazione "Cucciolo", costituì la prima realizzazione motoristica europea del dopoguerra. Il motore ebbe un tale successo che la SIATA non riuscì a soddisfare le richieste e dovette rivolgersi ad una azienda bolognese di forniture elettromeccaniche (al tempo gestita dall'IRI) che in questo modo iniziò a produrre motocicli: la Ducati.
- Il 15 ottobre 1948 era il giorno fissato per le nozze di Arrigo Remondini. Contrariamente alla consuetudine, fu la sposa ad attendere lungamente il futuro marito, il quale non intendeva perdere le condizioni ideali per tentare di battere il record di velocità della classe 125, sulla distanza dei 100 km. Il matrimonio venne celebrato nel tardo pomeriggio, a record mondiale conquistato, reso come omaggio alla sposa.
- Jean Pierre Beltoise, uno dei più celebri piloti francesi di F1 degli anni '60 e '70, iniziò la sua carriera sportiva in sella alla "Jonghi 125 ACT bialbero" (ex Michel), con la quale vinse il Trofeo Montlhéry nel 1959.

## Cronologia della produzione di serie Jonghi
- 350 Culbuteurs 
Motocicletta con motore 4T monocilindrico a valvole in testa (continuazione del modello "Nagas & Ray Sport 350"). Circa 20 esemplari prodotti nel 1930.
- 350 TJ4 Culbuteurs 
Motocicletta con motore 4T monocilindrico a valvole in testa. Potenza di 20 Cv a 5.800 g/min e velocità max di 135 km/h. Circa 300 esemplari prodotti dal 1931 al 1939.
- 350 TJ4 Laterales 
Motocicletta con motore 4T monocilindrico a valvole in testa. Potenza di 14 Cv a 3.800 g/min e velocità max di 115 km/h. Circa 500 esemplari prodotti dal 1931 al 1939.
- T 100 
Motoleggera con motore 2T monocilindrico (carburatore laterale sx) prodotta dal 1938 al 1945
- T 125 
Motoleggera con motore 2T monocilindrico (carburatore laterale sx) prodotta dal 1946 al 1949. Potenza 4,5 Cv a 5.400 g/min e velocità max di 70 km/h.
- E50 125 
Motoleggera con motore 2T monocilindrico (carburatore posteriore) prodotta in circa 12.000 esemplari dal 1949 al 1956. Potenza 6 Cv a 6.800 g/min e velocità max di 75 km/h.
- 125 ACT 
Motoleggera con motore 4T monocilindrico (distribuzione con albero a camme in testa) prodotta in circa 500 esemplari dal 1949 al 1955. Potenza 8 Cv a 7.000 g/min e velocità max di 100 km/h.
- 250 H 
Motocicletta con motore 2T monocilindrico. Potenza di 9 Cv a 4.500 g/min e velocità max di 100 km/h. Circa 1.200 esemplari prodotti dal 1951 al 1953.
- 250 H54T 
Motocicletta con motore 2T monocilindrico e forcella telescopica. Potenza di 9 Cv a 4.500 g/min e velocità max di 100 km/h. Prodotta dal 1954 al 1957.
- Polo 125 
Moto-Scooter con motore 2T monocilindrico orizzontale prodotta in circa 1.000 esemplari dal 1953 al 1957. Potenza 6 Cv a 6.800 g/min e velocità max di 80 km/h.

## Dati tecnici
| Caratteristiche tecniche - Jonghi 125 ACT del 1949    | Caratteristiche tecniche - Jonghi 125 ACT del 1949                                                                | Caratteristiche tecniche - Jonghi 125 ACT del 1949                                                                | Caratteristiche tecniche - Jonghi 125 ACT del 1949                                                                | Caratteristiche tecniche - Jonghi 125 ACT del 1949                                                                | Caratteristiche tecniche - Jonghi 125 ACT del 1949                                                                |
| Dimensioni e pesi                                     | Dimensioni e pesi                                                                                                 | Dimensioni e pesi                                                                                                 | Dimensioni e pesi                                                                                                 | Dimensioni e pesi                                                                                                 | Dimensioni e pesi                                                                                                 |
| ----------------------------------------------------- | --- | --- | --- | --- | --- |
| Interasse: 1280 mm                                    | Interasse: 1280 mm                                                                                                | Massa a vuoto: 100 kg                                                                                             | Massa a vuoto: 100 kg                                                                                             | Serbatoio: 10 litri                                                                                               | Serbatoio: 10 litri                                                                                               |
| Meccanica                                             | | | | | |
| Tipo motore: Monocilindrico verticale ciclo Otto (4T) | Tipo motore: Monocilindrico verticale ciclo Otto (4T)                                                             | Tipo motore: Monocilindrico verticale ciclo Otto (4T)                                                             | Tipo motore: Monocilindrico verticale ciclo Otto (4T)                                                             | Raffreddamento: ad aria                                                                                           | Raffreddamento: ad aria                                                                                           |
| Cilindrata                                            | 124 cm³ (Alesaggio 54,0 × Corsa 54,0 mm)                                                                          | 124 cm³ (Alesaggio 54,0 × Corsa 54,0 mm)                                                                          | 124 cm³ (Alesaggio 54,0 × Corsa 54,0 mm)                                                                          | 124 cm³ (Alesaggio 54,0 × Corsa 54,0 mm)                                                                          | 124 cm³ (Alesaggio 54,0 × Corsa 54,0 mm)                                                                          |
| Distribuzione: Albero a camme in testa                | Distribuzione: Albero a camme in testa                                                                            | Distribuzione: Albero a camme in testa                                                                            | Alimentazione: | Alimentazione: | Alimentazione: |
| Potenza: 8 CV a 7000 giri                             | Potenza: 8 CV a 7000 giri                                                                                         | Coppia: | Coppia: | Rapporto di compressione:                                                                                         | Rapporto di compressione:                                                                                         |
| Frizione: Dischi multipli in bagno d'olio             | Frizione: Dischi multipli in bagno d'olio                                                                         | Frizione: Dischi multipli in bagno d'olio                                                                         | Cambio: a 4 rapporti                                                                                              | Cambio: a 4 rapporti                                                                                              | Cambio: a 4 rapporti                                                                                              |
| Trasmissione                                          | a catena | a catena | a catena | a catena | a catena |
| Avviamento                                            | a pedale | a pedale | a pedale | a pedale | a pedale |
| Ciclistica                                            | | | | | |
| Telaio                                                | Tubolare a doppia culla aperta                                                                                    | Tubolare a doppia culla aperta                                                                                    | Tubolare a doppia culla aperta                                                                                    | Tubolare a doppia culla aperta                                                                                    | Tubolare a doppia culla aperta                                                                                    |
| Sospensioni                                           | Anteriore: Forcella con ammortizzatore centrale regolabile / Posteriore: Forcellone oscillante con ammortizzatori | Anteriore: Forcella con ammortizzatore centrale regolabile / Posteriore: Forcellone oscillante con ammortizzatori | Anteriore: Forcella con ammortizzatore centrale regolabile / Posteriore: Forcellone oscillante con ammortizzatori | Anteriore: Forcella con ammortizzatore centrale regolabile / Posteriore: Forcellone oscillante con ammortizzatori | Anteriore: Forcella con ammortizzatore centrale regolabile / Posteriore: Forcellone oscillante con ammortizzatori |
| Freni                                                 | Anteriore: a tamburo da 130 mm / Posteriore: a tamburo da 130 mm                                                  | Anteriore: a tamburo da 130 mm / Posteriore: a tamburo da 130 mm                                                  | Anteriore: a tamburo da 130 mm / Posteriore: a tamburo da 130 mm                                                  | Anteriore: a tamburo da 130 mm / Posteriore: a tamburo da 130 mm                                                  | Anteriore: a tamburo da 130 mm / Posteriore: a tamburo da 130 mm                                                  |
| Pneumatici                                            | anteriore: 25 x 2,75; posteriore: 25 x 3,00                                                                       | anteriore: 25 x 2,75; posteriore: 25 x 3,00                                                                       | anteriore: 25 x 2,75; posteriore: 25 x 3,00                                                                       | anteriore: 25 x 2,75; posteriore: 25 x 3,00                                                                       | anteriore: 25 x 2,75; posteriore: 25 x 3,00                                                                       |
| Prestazioni dichiarate                                | | | | | |
| Velocità massima                                      | 100 km/h | 100 km/h | 100 km/h | 100 km/h | 100 km/h |
| Accelerazione                                         | sui 400 metri da fermo 13,7 s                                                                                     | sui 400 metri da fermo 13,7 s                                                                                     | sui 400 metri da fermo 13,7 s                                                                                     | sui 400 metri da fermo 13,7 s                                                                                     | sui 400 metri da fermo 13,7 s                                                                                     |
| Fonte dei dati:                                       | | | | | |